# Milada Skrbková
Milada Skrbková, de casada Milada Žemlová (Praga, Imperi Austrohongarès, 30 de maig de 1897 − Praga, Txecoslovàquia, 2 d'octubre de 1935) fou una tennista txecoslovaca. Va guanyar una medalla de bronze en els Jocs Olímpics d'Anvers 1920 fent parella amb Ladislav Žemla, amb el qual es casà posteriorment. Fou la primera participant txecoslovaca en uns Jocs Olímpics.

## Jocs Olímpics

### Dobles mixtos
| Any  | Campionat                      | Parella        | Oponents                 | Resultat |
| ---- | ------------------------------ | -------------- | ------------------------ | -------- |
| 1920 | Jocs Olímpics, Anvers, Bèlgica | Ladislav Žemla | Amory Hansen Erik Tegner | 8−6, 6−4 |